# 자동왕복
자동 왕복(Auto Reverse)이란 카세트 테이프가 어느 한 면이 끝났을 때에 저절로 자동 왕복 카세트 플레이어가 반대 방향으로 돌려주는 현상을 말한다. 오토(Auto)는 자동을 의미하고, 리버스(Reverse)는 반전/역방향을 의미한다. 장점은 자동 정지(Auto Stop)과 달리 한 쪽면이 재생을 다 할 경우, 귀찮게 테이프를 다시 돌려서 재생하지 않고 그대로 기계가 인식하여 뒷면을 자동으로 재생시켜 주는 점이다. 그런데 좀 특이하게 자동 왕복 카세트 플레이어 중에서는 카세트 테이프를 자연히 뒤로 돌려서 플레이어하는 기계도 있다.

## 내용
1. 카세트 테이프의 정방향(正方向)은 자동 정지나 자동 왕복 상관없이 무조건 왼쪽 방향으로 돌아간다. 영어로는 Forward라고 하는데 이는 전진 혹은 앞으로 라는 뜻이다. 그런데 오토 리버스의 경우는 왼쪽 방향이 다 감기면 끝나지 않고, 곧바로 반대 방향으로 감긴다. 이 때에는 카세트 테이프가 오른쪽 방향으로 흘러가는데 이걸 역방향(逆方向)이라고 하며 영어로는 Reverse라고 한다. 또, Reverse라는 단어는 비디오 되감기할 때에도, 자동차가 후진할 때에도 흔히 쓰인다.
2. 이론적으로는 원래 카세트 테이프가 왼쪽 방향이 정방향, 오른쪽 방향이 역방향이 맞고 라디오 테이프에서도 표기가 그렇게 된다. 하지만, 워크맨, 자동차에서 감상하는 테이프 표기가 때로는 오른쪽 표기가 정방향이고, 왼쪽 표기가 역방향으로 표기되기도 한다. 이것은 곧 카세트 테이프의 마그네틱 선이 위가 아닌 아래로 향한 상황에서 재생을 했기 때문에 그렇게 표기가 된 것이다. 일반적으로 왼쪽 방향이 정방향, 오른쪽 방향이 역방향인 경우는 마그네틱 선이 위로 향할 때에 쓰이는 것이다.
3. 자동 왕복은 왼쪽과 오른쪽으로 재생되는 기계가 모두 설치되어 있기 때문에 사실상 무한 카세트 테이프라고 할 수 있다. 하지만 그런 자동 왕복 중에서도 때로는 리버스 모드(Reverse Mode)가 있어서 약간 차이점이 유일하게 있다. 이 리버스 모드(Reverse Mode)는 소비자가 스스로 선택할 수 있다.
  1. 일단 정방향이 끝나면 자연히 역방향으로 가고 역방향도 끝나면 저절로 다시 정방향으로 가는 무한 재생이 있다. (Continueous)
  2. 정방향이 끝나면 저절로 역방향까지는 가는데 이마저도 다 끝나면 스스로 멈추는 정지 작용이 있다. (Reverse mode)
  3. 마지막으로, 한 쪽이 끝나면 반대로 돌아가지 않고 그대로 정지가 된다. 대신, 여기서 굳이 테이프를 돌리지 않고도 다시 재생를 누르면 정방향이 아닌 역방향으로 재생되는 작용이 있다, 반대도 끝나면 그냥 스톱이 되는 현상이 있다.[1] (normal). 때로는, 이걸 어떤 소비자가 한 쪽이 다 감겨 자동 왕복이 마치 자동 왕복 (Auto Stop)처럼 멈춘 상황이다 보니, 소비자가 카세트 테이프를 다시 돌려서 라디오에 넣을 가능성도 있긴 하는데 이런 경우는 잘못된 상황이다. 예시로, 정방향 한 쪽이 끝나서 정지 (stop)처럼 멈췄는데 소비자가 카세트 테이프를 돌려 재생하면 자동 왕복은 역방향으로 가는데 오히려 반대 재생도 다 감기는 줄 알고 다시 정지(stop)가 되기 때문이다.
4. 자동 왕복을 재생하는 도중에 방향을 바꾸는 장치도 존재한다. 이것을 영어로 Direction이라고 부르는데 한글로 번역하면 방향이라고 부른다. 주로 소비자가 잘못 재생한다고 생각하거나, 반대로 재생 버튼을 누르고 싶을 때에 카세트 테이프 재생 도중에 방향을 바꿀 때가 많다[2].
  1. 즉, 재생하는 상황이 정방향(FWD)이라면 여기서 Direction 버튼을 누르면 역방향(REV)으로 간다.
  2. 반대로 역방향(REV)으로 재생하는 도중에 Direction 버튼을 누르면 정방향(FWD)으로 흘러간다.
  3. 전축에서 정방향(FWD)으로 재생하면 000을 기준으로 언제나 숫자가 1씩 늘어난다, 001, 002, 003 ... 순으로 차차 변경된다. 반면, 역방향(REV)으로 재생하면 숫자가 1씩 줄어든다, 다시 말하면 000을 기준으로 999, 998, 997 ... 등으로 줄어든다[3]. 아니면 -001, -002, -003 ... 이 되기도 한다.
5. 그런데 자동 왕복에서 빨리감기 및 되감기를 할 때에 조금 혼동하거나 착각할 때에도 좀 있다. 왜냐면, 정방향에서 되감기와 빨리감기는 쉽게 할 수 있다. 평소 때에도 익숙할 뿐 아니라 자동 정지에서도 쉽게 할 수 있기 때문이다. 일반적인 카세트 테이프에서 빨리 감기는 왼쪽으로 빨리 감고, 되감기는 오른쪽으로 빨리 감는 경우다. 그런데, 역방향으로 재생할 경우는 조금 까다롭고 헷갈린다. 왜냐면, 역방향 시점에서 빨리감기가 오히려 정방향의 되감기가 되고, 역방향 시점에서 되감기는 정방향의 빨리감기가 되기 때문이다.
6. 근데 Forward라는 단어는 정작 비디오를 재생하거나, 자동 정지를 재생할 때나, 자동차가 전진할 때에는 쓰이지는 않는다. 이 때에는 모두 재생(play)라고 쓰이고, 자동차 운전은 운전 (drive)라고 불린다. 그러므로 유일하게 forward는 자동 왕복 카세트 플레이어에서만 쓰인다.
7. 자동 왕복이 때로는 정방향과 역방향이 없이 정방향 쪽으로만 되어있을 때가 있다. 이 때 reverse 버튼을 누르면 기계가 저절로 카세트 테이프를 빼고 카세트 테이프를 180도 돌리고 다시 집어넣고 재생시킨 장치도 있다. 하지만 이건 자동 왕복이라기보단 저절로 자동 정지 장치인데 기계가 사람처럼 재생 장치에서 빼내고 테이프를 돌리고 다시 넣고 재생시킨 것뿐이다.

| 장치   | 정방향 Foward | 역방향 Reverse | 정방향 되감기 (Rewind) | 역방향 되감기 (Rewind) | 정방향 빨리감기 (Fast Farward) | 역방향 빨리감기 (Fast Farward) | 리버스 모드 (Reverse Mode)             |
| ------ | ------------- | -------------- | ---------------------- | ---------------------- | ------------------------------ | ------------------------------ | -------------------------------------- |
| 라디오 | ◁재생         | ▷재생          | ▷▷                     | ◁◁                     | ◁◁                             | ▷▷                             | ∞(무제한) / 두방향 끝/ 한 쪽 방향 끝   |
| 전축   | ▷재생         | ◁재생          | ◁◁                     | ▷▷                     | ▷▷                             | ◁◁                             | ∞(무제한) / 두 방향 끝/ 한 쪽 방향 끝  |
| 자동차 | ▷재생         | ◁재생          | ◁◁                     | ▷▷                     | ▷▷                             | ◁◁                             | ∞ (무제한)                             |
| 워크맨 | ▷재생         | ◁재생          | ◁◁                     | ▷▷                     | ▷▷                             | ◁◁                             | ∞ (무제한) / 두 방향 끝/ 한 쪽 방향 끝 |

## 이모저모
- 하지만 컴퓨터, 엠피3, 핸드폰에서도 음악을 얼마든지 다운받아서 감상하는 장치가 있고 언제든지 반복적으로 들을 수 있으며 한 곡이 끝나면 저절로 무한으로 다음 음악을 틀어주는 엠피3가 존재하기 때문에 사실상 자동 왕복은 의미가 없어졌다.

1. 라디오 테이프에서 대개 자동 정지(Auto stop)가 많은 이유는 굳이 편안한 상황에서 음악을 듣기 때문에 한 쪽이 저절로 끝나더라도 소비자가 저절로 반대로 돌려주면 되는 상황이었다. 하지만, 워크맨과 자동차에서 자동 왕복이 존재하는 이유는 워크맨의 경우는 소비자가 길가에서 달리기하거나 음악을 들어도 다른 일에 정신이 팔리는 동안 자동 정지를 하면 귀찮고 불편하게 테이프를 돌리기 때문에 번거롭기 때문에 저절로 자동 왕복이 존재한다. 자동차에서도 운전자가 달리면서 음악을 감상하는데 자동 정지가 존재하면 또 귀찮게 카세트 테이프를 꺼내서 돌려야 하는 불편함 때문에 저절로 반대로 감겨주는 작용을 하면 그 불편함이 없어지기 때문에 자동 왕복이 존재한다.

- 옛날에도 테이프를 넣는 라디오에서는 사실상 자동 왕복 플레이어가 적었고, 오토 스톱이 대부분 많았다. 그래서 지금도 자동 왕복 플레이어를 찾기가 약간 어려웠다. 혹시 자동 왕복 플레이어가 있는 라디오 테이프의 경우는 고급 기종으로 간주되었다. 하지만 워크맨(Walk Man)에서는 자동 왕복(Auto Reverse)이 엄청나게 많았다.
- 가끔 카세트 테이프의 내부가 뭔가 문제가 있어서 라디오에 넣고 재생해도 도중에 재생이 안될 때가 있다. 즉, 카세트 테이프가 다 감긴 상황은 아닌데 뭔가 막히거나 문제가 있으면 자동 왕복(auto reverse)은 이걸 인식하지 못한다. 그래서 반대 방향으로 그대로 간다. 이럴 경우에는 소비자가 따로 카세트 테이프 내부를 고쳐야 한다. 자동 왕복(auto stop) 역시 이걸 인식하지 못하기 때문에 그대로 정지가 되기 마련이다.
- nakamichi라는 회사에서는 자동 왕복으로 만들어졌지만 재생 방향은 오로지 한 쪽 방향으로만 흘러간다. 왜 그러고도 자동 왕복이 되느냐 라면 Reverse 버튼을 누르면 카세트 테이프를 nakamichi 기계가 앞으로 잠시 꺼냈다가 뒤로 스스로 돌리면서 다시 집어넣어 재생을 하기 때문이다[4]. 이처럼 다양하고 좀 특이한 자동 왕복이 생겼다[5]

## 같이 보기
- MP3
- 워크맨
- 카세트 테이프